# Waldhausen (Warstein)

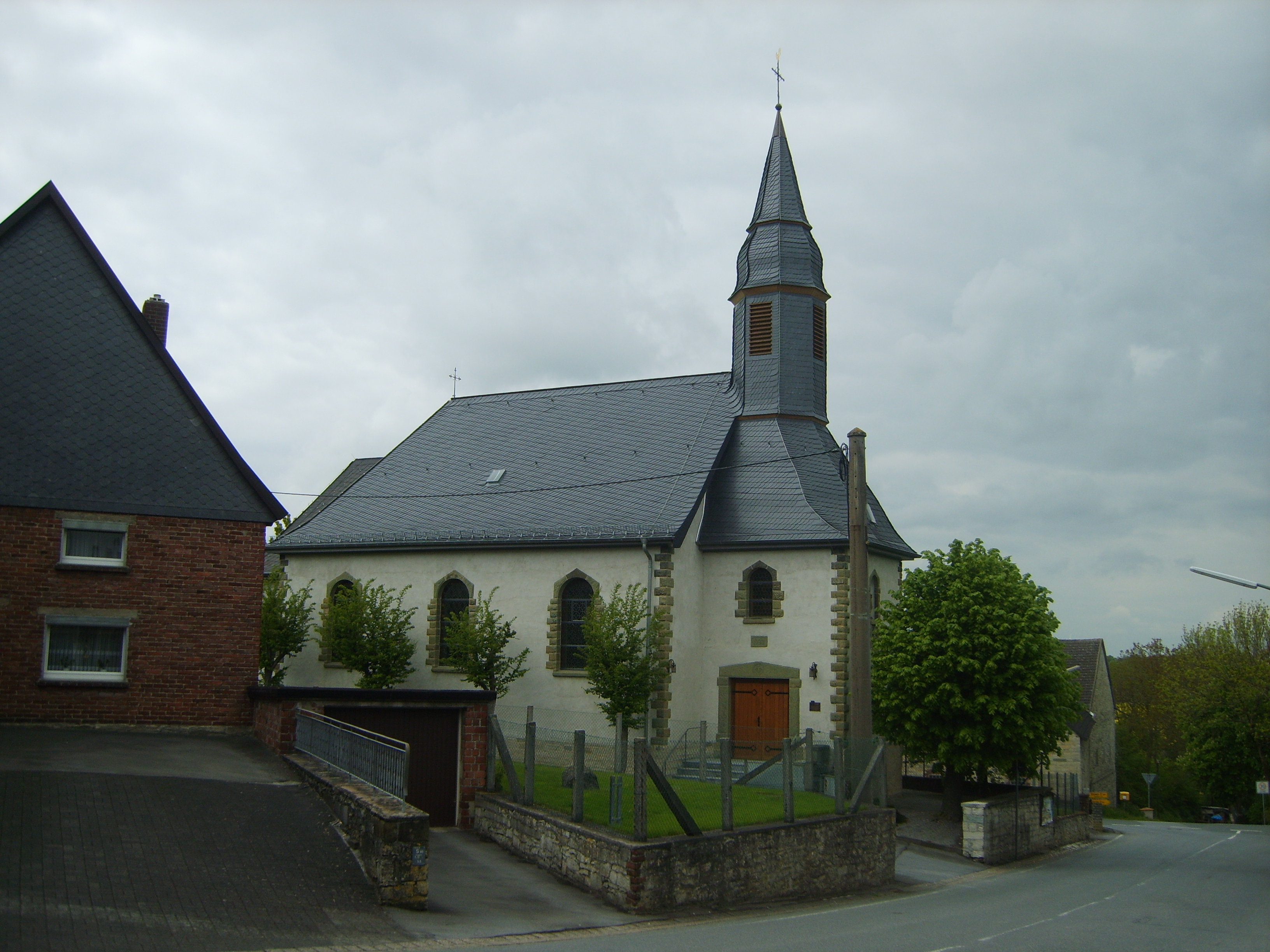
St.-Barbara-Kirche

Waldhausen gehört zum Kirchspiel Mülheim/Möhne und ist ein Stadtteil der Stadt Warstein im Kreis Soest in Nordrhein-Westfalen (Deutschland). Zum 31. Dezember 2024 hatte er 297 Einwohner.
Der heutige Ortsteil Waldhausen gehört von alters her zum Kirchspiel Mülheim.
Waldhausen ist wahrscheinlich nicht wesentlich jünger als Mülheim. In der Urkunde von 1072 für Mülheim ist er allerdings nicht erwähnt. Doch kann Waldhausen in die ausdrücklich genannten Höfe „in hare Velde“ einbegriffen gewesen sein, und damit wäre die Siedlung für das Jahr 1072 nachgewiesen. Doch man weiß es nicht und daher kann man sich nur an die sicheren urkundlichen Dokumente aus dem Jahre 1293 und später halten.
Ein Güterverzeichnis des Marschallamtes Westfalen nennt Johann von der Recke, dem eine Hofstelle (mansus) innerhalb einer mittelalterlichen Grundherrschaft „sit in Waldhysen“ (gelegen in Waldhausen) zu eigen war. Es handelt sich hier um einen Burgmann zu Schloss Volmarstein, der damals im Möhnetal sehr begütert war.
Eine weitere Urkunde aus den Jahren 1281–1313 behandelt nochmals das Güterverzeichnis des Grafen von Arnsberg. In demselben heißt es: „It. ant. dictus sc. avde I mansus in Ostentorpe (östlich von Westendorf gelegen), et I mans in Walthusen, b. m. I mans“.
Endlich besagt eine weitere Mitteilung bei Seibertz über den Bestand der Grafschaft Arnsberg vom 21. März 1348, dass Waldhausen zur Pfarrei Mülheim gehört.
Des Weiteren heißt es in derselben Quelle, dass um 1350 in Waldhausen ein N. von Waldhusen lebte, dessen ungenannter Sohn Deutschordensritter in Livland war. Erst nach späteren Jahren soll das Dörfchen „Waldhausen“ genannt worden sein, das aber immer noch den Charakter von einzelnen Gehöften hatte. Diese Gehöfte sollen in der „Hausstedde“ gelegen haben. An der Stelle des heutigen Waldhausen war wahrscheinlich noch dichter Wald.
Sicherlich ist die Gegend um Waldhausen auch schon früher besiedelt gewesen. Bodenfunde in der näheren Region lassen auf eine frühere Besiedlung schließen. Die in den nachfolgenden Jahrhunderten sich ereignenden Geschehnisse vermitteln ein Bild von Waldhausen, das in die neueste Zeit hineinragt: Die Landwirtschaft hatte und hat noch heute eine große Bedeutung, einst unter der Herrschaft der Deutschordensritter in Mülheim oder unter verschiedenen Zehntbesitzern, später dann als Eigenbesitztum.
Dabei ist die geschichtliche Entwicklung Waldhausens nicht linear verlaufen. Große Notzeiten brachten auch für Waldhausen und seine Bewohner manches Leid mit sich, so dass wir davon ausgehen können, dass das heutige Dorf Waldhausen seine Existenz der mehrmaligen Neuansiedlung durch die Deutschordensritter zu verdanken hat.
1625 erbaute der Komtur Rab Dietrich von Ovelacker eine Kapelle, die im Jahre 1923 einem Kirchenneubau weichen musste. Nach alten Überlieferungen war sie als Seuchenkapelle gedacht, wegen der zahlreichen Todesfälle in jenen Jahren wurde sie Begräbnisplatz. Belegbar ist diese Überlieferung nicht. Einen Hinweis gibt jedoch die Tatsache, dass beim Schulneubau 1887 und bei der Erweiterung des Schulhofes 1911 zahlreiche Gebeinreste gefunden wurden. Damit könnte der Platz an der Kapelle tatsächlich Begräbnisort für Pesttote gewesen sein. Da Waldhausen zu keiner Zeit Pfarrort war, ist die Anlage eines regulären Friedhofes ausgeschlossen.
Ein weiterer Teil von Waldhausen ist die Bauerschaft Echelnpöten (früher Egelnpöten). Sein Alter reicht mindestens mehrere Jahrhunderte zurück. Wenn in der Stammurkunde für Mülheim unter der Benennung „in hare“ auch „Egelnpöten“ einbezogen ist, wäre der Ursprung klar. Im 17. Jahrhundert wurde hier eine Kapelle gebaut. Doch wird der Ursprung der Siedlung wesentlich weiter zurückliegen.
Aus dem Jahre 1685 liegt ein Kopfschatzungsregister des landständischen Archivs zu Arnsberg vor, das die damaligen Gehöfte namentlich erwähnt. Der Name Egelnpöten könnte gedeutet werden auf Eicheln und Pöte, wie er dann 1685 „Egelnpoeten“ urkundlich geschrieben und im Volksmund „Echelnpoiten“ genannt wird. Fruchtbare Eichenbestände waren auf dem kalkhaltigen Untergrunde der Gegend damals zweifellos vorhanden und größere Tümpel oder Pöte, Poite; hat man dort vor 70 Jahren in Form von kleinen Steinbrüchen oder Mergelgruben gekannt.
Entlang des Haarweges entstanden in der Zeit um 1840 erste Häuser und Kotten der nachgeborenen Söhne der alten Bauernfamilien. So errichtete die Familie Schulte aus Waldhausen 1844 ein neues Anwesen auf der Haar, den Tommeshof. Das Anwesen ist heute im Besitz der Familie Schirk. Franz Schirk errichtete 1923/24 eine Kapelle auf dem ehemaligen Platz eines Heiligenhäuschens.
Man siedelte rechts und links der Wegeführung in der damaligen Gemarkung „Pempelfurt“ oder „Taubeneiche“. Der Name „Pempelfurt“ wird in diesem Zusammenhang wahrscheinlich von der Wegstrecke der Waldhausener Einwohner zum Teich nach Sichtigvor / Mülheim in trockenen Sommermonaten hergeleitet worden sein; er erscheint bis zur Mitte des 19. Jahrhunderts fast ausschließlich. Der heute wieder gebräuchliche Name „Taubeneiche“ weist auf die frühere Bewaldung dieser südlich von Waldhausen gelegenen Gemarkung hin. Die Beiwinde ist das nördlichste Flurstück des alten Kirchspiels und Grenze zu Mellrich. Das noch einzige Haus ist heute bewohnt von der Familie Beele.
Waldhausen, Taubeneiche und Echelnpöten bilden seit der kommunalen Neugliederung, die am 1. Januar 1975 wirksam wurde, einen von neun Ortsteilen der Stadt Warstein.